# Hino da Liga dos Campeões da UEFA
O hino da Liga dos Campeões da UEFA, que é intitulado simplesmente de "Champions League", é uma adaptação feita por Tony Britten da música "Zadok the Priest" de George Frideric Handel, hino de coroação do monarca britânico, que conta a história da unção do Rei Salomão na Bíblia. Em 1992, a UEFA contratou Britten para criar um hino para a instituição a Liga dos Campeões. 
Então Britten, junto com a Royal Philharmonic Orchestra e o coro da Academia de St. Martin criaram o hino. É cantado em três idiomas diferentes: Inglês, alemão e francês, pois são os idiomas oficiais usados pela UEFA.

## Letra
Ces sont les meilleures équipes
Sie sind die allerbesten Mannschaften
The main event
Die Meister
Die Besten
Les Grandes Équipes
The Champions
Une grande réunion
Eine große sportliche Veranstaltung
The main event
Ils sont les meilleurs
Sie sind die Besten
These are the champions
Die Meister
Die Besten
Les grandes équipes
The champions!
Nota: na versão editada transmitida na televisão antes e depois dos jogos, são usados apenas os versos que estão em itálico.

### Tradução
Estas são as melhores equipas
Elas são as melhores equipas de todas
O evento principal
Os mestres
Os melhores
As grandes equipas
Os campeões!
Uma grande reunião
Um grande evento desportivo
O evento principal
Eles são os melhores
Eles são os melhores
Estes são os campeões
Os mestres
Os melhores
As grandes equipas
Os campeões!
Versão Oficial de Portugal
«São os melhores 
 São os maiores... 
 São eles os campeões... 
 Os mestres 
 Melhores 
 As grandes equipas 
 Os campeões!»